# Wladimir Iwanowitsch Trussenjow
Wladimir Iwanowitsch Trussenjow (russisch Владимир Иванович Трусенёв, engl. Transkription Vladimir Trusenyov; * 3. August 1931 in Buinsk, Tatarstan; † 2001) war ein sowjetischer Diskuswerfer, der 1962 einen Weltrekord aufstellte und Europameister wurde.

## Karriere
Bei den Sowjetischen Meisterschaften war er 1956 Vierter, 1957 Dritter und 1958 Zweiter. Seinen ersten großen internationalen Start absolvierte er bei den Europameisterschaften 1958 in Stockholm. Mit 53,74 Meter wurde er Dritter, nur 18 Zentimeter hinter dem Polen Edmund Piątkowski und acht Zentimeter hinter dem Bulgaren Todor Artarski.
1960 wurde Trussenjow Fünfter bei der Sowjetischen Meisterschaft, vertrat aber trotzdem die Sowjetunion bei den Olympischen Spielen in Rom. Nach 54,31 Meter in der Qualifikation warf er im Finale 52,93 Meter und belegte Rang 15. 1961 wurde er Vierter bei der Sowjetischen Meisterschaft 1961. Im folgenden Jahr zeigte Trussenjow seine beste Saison. Am 4. Juni 1962 stellte er in Leningrad mit 61,64 Meter einen neuen Weltrekord auf. Dabei übertraf er den alten Weltrekord von Al Oerter um 54 Zentimeter. Oerter holte sich aber bereits am 1. Juli den Weltrekord mit 62,45 Meter zurück. Nachdem Trussenjow zum ersten Mal Sowjetischer Meister geworden war, hoffte er auf einen Sieg beim Länderkampf UdSSR gegen USA. Er wurde aber hinter Oerter und Rink Babka nur Dritter. Im September 1962 bei den Europameisterschaften 1962 in Belgrad gewann er jedoch überlegen und hatte mit 57,11 m über einen Meter Vorsprung auf Kees Koch aus den Niederlanden.
1963 nur Vierter bei der Sowjetischen Meisterschaft, gewann er 1964 seinen zweiten Titel. Bei den Olympischen Spielen in Tokio wurde er Achter mit 54,78 Meter. 1965 und 1966 wurde er erneut Sowjetischer Meister, konnte sich aber bei den Europameisterschaften 1966 in Budapest nicht mehr für das Finale qualifizieren. Nach einem fünften Platz bei der Sowjetischen Meisterschaft 1967 und einem sechsten Platz 1968 endete seine Karriere.
Wladimir Trussenjow war 1,90 m groß und wog in seiner aktiven Zeit 112 kg. Außer ihm gelang nur einem Diskuswerfer aus der Sowjetunion ein Weltrekord, nämlich Juri Dumtschew 1983.

## Bestleistungen
- Kugelstoßen: 16,80 m
- Diskuswurf: 61,64 m

## Weblink
- Vladimir Trusenyov in der Datenbank von Olympedia.org (englisch)